# Proton (deeltje)

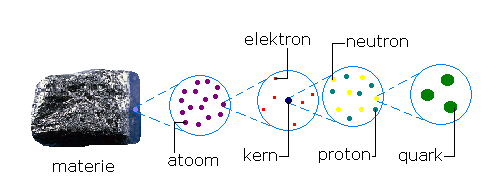
opbouw van materie

Een proton (voorgesteld door p, p+ of 1H+) is een subatomair deeltje met een positieve eenheidslading. Ernest Rutherford ontdekte het in 1919, en gaf het ook de naam proton, afgeleid van het Griekse πρῶτον, eerste. De atoomkern (of nucleus) van het meest voorkomende type waterstofatoom (zie ook isotoop), H, is één enkel proton. In dat verband wordt deze waterstofisotoop ook wel protium genoemd. De nuclei van andere atomen bevatten zowel neutronen als protonen. Het aantal protonen van de kern bepaalt tot welk chemisch element het atoom behoort.
De lading van één proton is exact gelijk aan 1,602 176 634 × 10−19 C. Dit noemt men de elementaire lading. De lading van een elektron is exact tegengesteld aan die van een proton, en dus negatief. In een neutraal atoom is het aantal protonen in de kern gelijk aan het aantal elektronen in de 'schil(len)' eromheen. In deze situatie heffen de positieve ladingen van de protonen en de negatieve ladingen van de elektronen elkaar naar buiten op. Het atoom als geheel is dan elektrisch neutraal.
Een proton heeft een rustmassa van 1,672 621 925 95(52) × 10−27 kg, 938,272 089 43(29) MeV/c2 of 1,007 276 466 5789(83) u, hetgeen iets minder is dan de massa van een neutron. Daarmee is het 1836,152 672 keer zo zwaar als een elektron. Het blijkt dat deze verhouding de afgelopen 7 miljard jaar niet is veranderd.
Protonen worden geclassificeerd als baryonen en bestaan op hun beurt weer uit quarks, namelijk twee upquarks, een downquark en kortlevende quark-antiquarkparen. Deze quarks worden bij elkaar gehouden door gluonen, de dragers van de sterke kernkracht.

Een waterstofatoom waarbij de kern bestaat uit een proton dat is opgebouwd uit twee upquarks en een downquark

 Ook protonen en neutronen worden binnen een atoomkern bij elkaar gehouden door de sterke kernkracht, een kracht die alleen een merkbare rol speelt op subatomaire schaal (dus binnen de kern), maar die dan zo sterk is dat deze de onderlinge elektrische afstoting tussen de protonen overwint.
Aangezien de elektromagnetische kracht vele malen sterker is dan de zwaartekracht, moet men concluderen dat het aantal protonen in het universum gelijk is aan het aantal elektronen. Was dat niet het geval, dan zou de nettoafstoting door het overschot aan positieve of negatieve lading (afhankelijk of protonen of elektronen zouden domineren) een merkbaar effect hebben op de expansie van het universum en op alle materie onder de invloed van zwaartekracht (planeten, sterren, en dergelijke).